# Víctor Ramírez (pintor)
Víctor Ramírez (Chillán Viejo, Diguillín, Ñuble, Chile, 25 de septiembre de 1950) es un artista visual chileno dedicado a la pintura, el dibujo, el grabado, las esculturas e instalaciones de gran formato en espacios públicos. Su obra está vinculada con el expresionismo, la abstracción y el informalismo. Uno de sus temas más recurrentes ha sido la poesía.

## Vida y trabajo
Luego de terminar su formación en el colegio Seminario Padre Hurtado de Chillán, Víctor Ramírez se traslada a Santiago para estudiar Bellas Artes en la Universidad de Chile (1969-1972), formación que completa en la Universidad de Concepción entre 1972 y 1975, año en que se traslada a Barcelona, donde se radica y desarrolla su carrera.
En los años ochenta expone en la galería Taller de Picasso. Comienza la obra xilográfica Atlas América e Incursión en el universo del grabado. En la misma década, Ramírez traslada los soportes pictóricos a la naturaleza y al espacio urbano. De tal período son La barca de Brabante creada para la Bienal de Puurs en Bélgica y descrita por Antonio Zaya en el catálogo de Francis van Hoff y la pintura en el espacio en el marco del International Film Festival de Turnhout. 
Según el crítico José Corredor Matheos, uno de los temas vigentes en Víctor Ramírez es el contacto entre Europa y América, unión patente en Intercambios Euroamerica y Espacios cruzados, proyecto en que investiga la transformación de la poesía en el espacio como imagen.
Actualmente reside en Barcelona, España.

## Técnica y materiales
Ramírez emplea diferentes materiales en sus obras. Mientras en los noventa usa tejidos tales como el fieltro, el lino y la rafia aplicados a técnicas específicas de xilografía, en ocasiones posteriores emplea tiras de cobre, nieve industrial, masas geométricas flexibles y bloques de papel de imprenta.
La crítico Marijke van Eekhaut señala la luz y el color como elementos esenciales a nivel formal, ya que estima aportan movimiento y fuerza vital a la tela, activando la imaginación de quien observa. De ahí que destaque la importancia del espacio exhibitorio, pues considera la iluminación y el punto de mira del espectador como cruciales para el proceso creativo, su contenido y su sentido. Desde fines de los noventa, Ramírez desarrolla múltiples proyectos en los que usa distintos materiales, formatos y relaciones entre color y espacio; tanto de carácter efímero como permanente; sea en la naturaleza, sea en el espacio urbano.

## Pintura y poesía
Víctor Ramírez ha incorporado fragmentos de textos y trasladado a la tela escritos, señales, huellas, dibujos e incisiones. El resultado es una superposición de capas en el espacio pictórico que el artista denomina «materias textuales». Asimismo, Ramírez ha editado más de cincuenta «libros de autor» con poetas contemporáneos como Ángel Crespo, Gonzalo Rojas y Joan Brossa, y ha creado obras en espacios públicos como Vaso roto, Espacio para la poesía dedicada a William Merwin y realizada durante el Fórum de las Culturas en Monterrey (2007).

## Exposiciones individuales
- Sint Pauluskerk, Utopía, Pictorial Thesaurus, Amberes, Bélgica, 2015.
- Fundación Carlos de Amberes, Pintar la palabra, Cervantes, Madrid, España, 2005.
- Stdelijk Museum, Puertas afuera, Sint Niklaas, Bélgica, 2000.
- Centro de Arte Contemporáneo de Can Sistiré, Gedanken, Barcelona, España, 1998.
- Museo textil y del diseño, Esculto-grabados, Barcelona, España, 1997.
- Vrieselhof, Museo Provincial de Amberes, Espacios cruzados, Bélgica, 1997.